# Izzy Stradlin

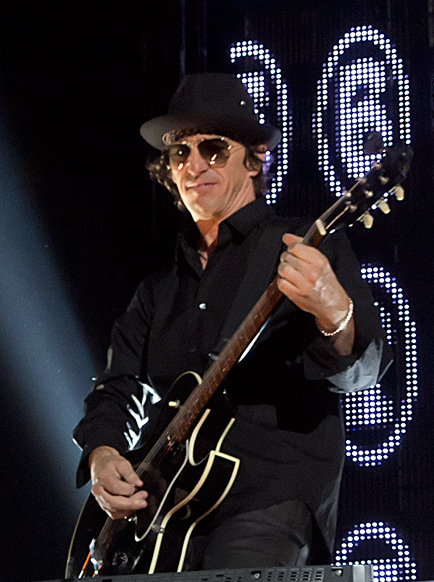
Izzy Stradlin (2012)

Izzy Stradlin (* 8. April 1962 als Jeffrey Dean Isbell in Lafayette, Indiana) ist ein US-amerikanischer Musiker. Er ist Gründungsmitglied und ehemaliger Gitarrist der Rockband  Guns N’ Roses.

## Leben
Stradlin wuchs nach eigenen Angaben in Florida auf und zog dann mit seiner Mutter und seinen beiden Brüdern nach Lafayette. Kurz nach seinem Highschool-Abschluss zog er nach Los Angeles, wo er bald einer Band namens The Naughty Women beitrat, damals noch als Schlagzeuger. Später verließ er diese wieder und trat noch einigen anderen Bands bei. Zu dieser Zeit tauschte er sein Schlagzeug zuerst gegen den Bass ein und stieg anschließend auf Gitarre um – das Spielen brachte er sich selbst bei. Mit seinem alten Highschool-Freund Axl Rose gründete er Hollywood Rose. Irgendwann zerfielen dann auch Hollywood Rose; Izzy Stradlin ging zu einer Band namens London, und Axl Rose stieg bei den L.A. Guns ein. Später wurden Hollywood Rose wiederbelebt. Im März 1985 kam es zur Gründung von Guns N’ Roses, einer Fusion von Hollywood Rose und den L.A. Guns. Stradlin war dort nicht nur Rhythmus-Gitarrist, sondern auch entscheidend am Songwriting beteiligt. Unter anderem stammt Patience von ihm.
Am 7. November 1991 verließ er Guns N’ Roses, unter anderem wegen Differenzen über die Use-Your-Illusion-Tournee – Stradlin hatte angeblich keine Lust auf eine Welttournee mit Konzerten in riesigen Arenen und fürchtete, auf Tour rückfällig zu werden, nachdem er seine Heroinsucht gerade erst in den Griff bekommen hatte. Er kehrte jedoch 1993 für fünf Konzerte zurück auf die Bühne, da sich sein Nachfolger Gilby Clarke die Hand gebrochen hatte.
Danach folgten einige Soloalben, bei denen unter anderem auch der Guns-N’-Roses-Bassist Duff McKagan und Rick Richards (The Georgia Satellites) mitwirkten. 1992 veröffentlichte er mit seiner neu gegründeten Band Izzy Stradlin and the Ju Ju Hounds das gleichnamige Debütalbum und im daraufkommenden Jahr das Live-Album Izzy Stradlin and the Ju Ju Hounds Live.
Von 1998 bis 2010 veröffentlichte er insgesamt zehn Soloalben, keines hatte nennenswerten Erfolg.
2002 war Stradlin auch als Gitarrist bei der Gründung von Velvet Revolver eingeplant, doch er stieg dort noch im selben Jahr wieder aus. Erneut spielte eine Rolle, dass er sich den Strapazen einer großen Tournee nicht gewachsen glaubte.
Bei den Guns-N’-Roses-Tourneen 2006 und 2012 folgten allerdings wieder einige Gastauftritte, unter anderem in Österreich auf dem Nova Rock 2006 oder in Mallorca 2012. Außerdem wurde er 2012 als Mitglied von Guns N’ Roses in die Rock and Roll Hall of Fame eingeladen. Er erschien nicht zur Einweihungszeremonie, über Duff McKagans Seattle Weekly-Blog bedankte er sich aber bei der Rock and Roll Hall of Fame, bei den restlichen Bandmitgliedern und seinen Fans für die Ehrung. Im November desselben Jahres veröffentlichte Stradlin über iTunes die Single Baby Rann und über YouTube das dazugehörige Musikvideo.
Im Februar 2016 gab er über Twitter bekannt, dass er an der anstehenden „Guns N’ Roses“-Wiedervereinigung nicht beteiligt sei.

## Privatleben
Von 1995 bis 2001 war er mit der schwedischen Biologin Annica Kreuter verheiratet.

## Diskografie
Mit Guns N’ Roses
- Appetite for Destruction
- G N’ R Lies
- Use Your Illusion I
- Use Your Illusion II

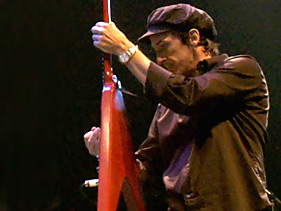
Stradlin im Jahr 2006

- The Roots of Guns N’ Roses (Hollywood Rose)

Solo-Alben
- Izzy Stradlin and the Ju Ju Hounds (1992)
- Izzy Stradlin and the Ju Ju Hounds Live (1993)
- Buried Alive (1993)
- 117° (1998)
- Ride On (1999)
- River (2001)
- On Down the Road (2002)
- Like a Dog (2005)
- Miami (2007, nur über iTunes)
- Fire (2007, nur über iTunes)
- Concrete (2008, nur über iTunes)
- Smoke  (2009)
- Wave of Heat  (2010)